# Montjean (Mayenne)
Montjean é uma comuna francesa na região administrativa da Pays de la Loire, no departamento de Mayenne. Estende-se por uma área de 19,75 km². Em 2010 a comuna tinha 1 059 habitantes (densidade: 53,6 hab./km²).